# Ladenburg
Ladenburg è una città nel circondario del Rhein-Neckar-Kreis, nella regione del Baden-Württemberg (Germania).
La cittadina, situata sul lato destro del fiume Neckar, si trova circa 8 km a Est di Mannheim, e 10 km a nord-ovest di Heidelberg. Conserva un centro storico molto rappresentativo della struttura e dell'edilizia tipica delle città tedesche del tardo medioevo. 

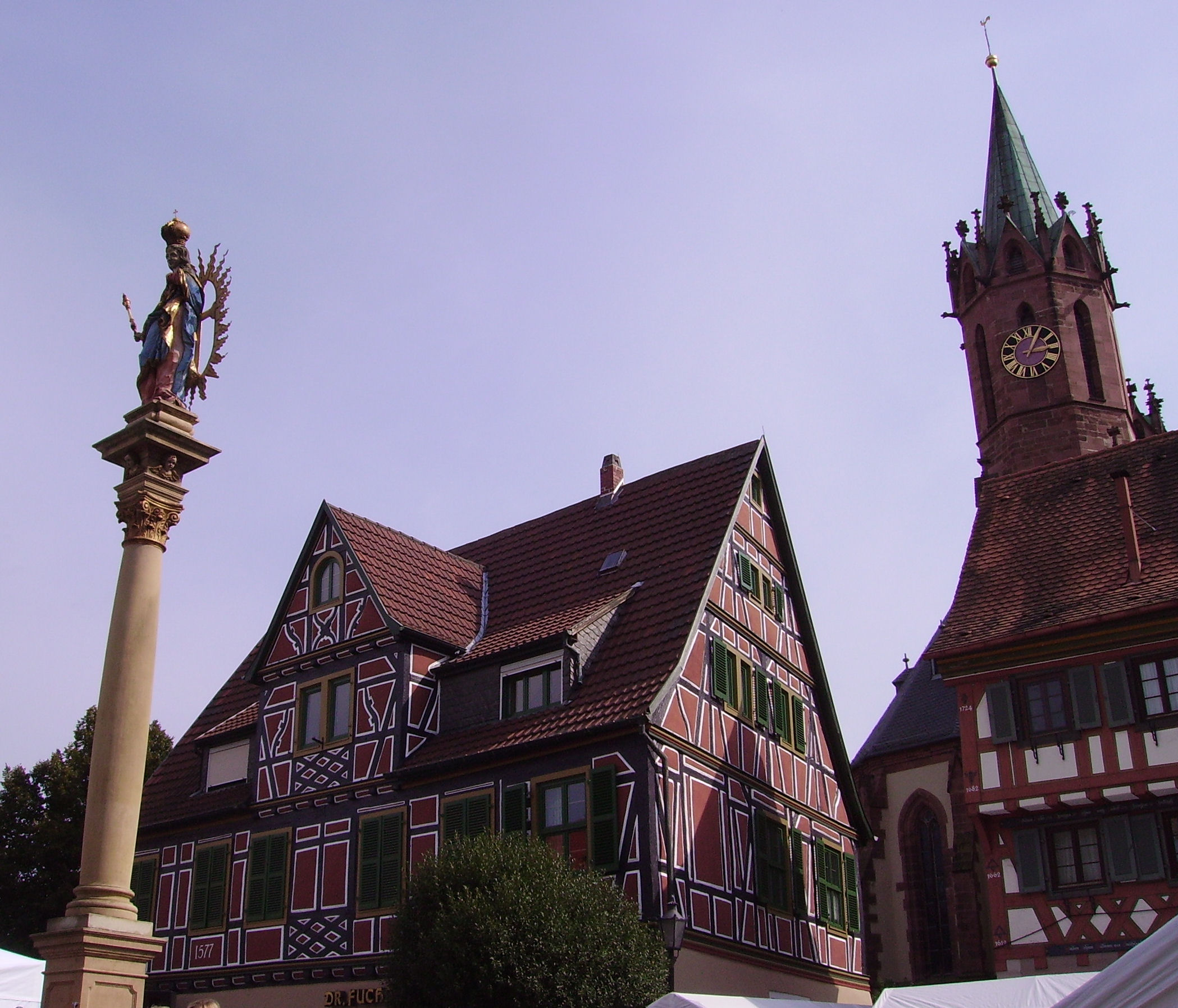
Vista del centro cittadino

## Storia
Le prime notizie risalgono al periodo dal 3000 al 200 a.C. Ladenburg inizialmente era un insediamento celtico Siedlung Lokudunom (Seeburg).
In epoca romana assunse il nome di Lopodunum, e fu insediamento militare romano di un'unità ausiliaria (a partire dalla fine del I secolo a.C. sotto la dinastia dei Flavi) al termine delle campagne germaniche di Domiziano degli anni 83-85. Nell'anno 98 d.C. l'insediamento ricevette il titolo ed i diritti di municipium da parte dell'imperatore Traiano.